# Budníčkovití
Budníčkovití (Phylloscopidae) je čeleď malých zpěvných ptáků, dříve řazených do čeledi pěnicovití (Sylviidae). V současné době tvoří tuto čeleď 79 druhů ve dvou rodech.

## Fylogeneze a taxonomie
Čeleď budníčkovití byla na základě molekulárních analýz DNA vydělena z šíře pojímané čeledi pěnicovití (Sylviidae). Zároveň s tím došlo k přesunu řady druhů do nového rodu Seicercus.

## Evropské druhy
- Phylloscopus bonelli, budníček horský
- Phylloscopus borealis, budníček severní
- Phylloscopus canariensis, budníček kanárský
- Phylloscopus collybita, budníček menší
- Phylloscopus coronatus, budníček korunkatý – jen jako zatoulanec
- Phylloscopus fuscatus, budníček temný
- Phylloscopus humei, budníček středoasijský
- Phylloscopus ibericus, budníček iberský
- Phylloscopus inornatus, budníček pruhohlavý
- Phylloscopus neglectus, budníček malinký
- Phylloscopus orientalis, budníček balkánský
- Phylloscopus proregulus, budníček zlatohlavý
- Phylloscopus schwarzi, budníček tlustozobý
- Phylloscopus sibilatrix, budníček lesní
- Phylloscopus trochiloides, budníček zelený
- Phylloscopus trochilus, budníček větší